# بخش خنرال آلوارادو
بخش خنرال آلوارادو (به اسپانیایی: Partido de General Alvarado) یک منطقهٔ مسکونی در آرژانتین است که در استان بوئنوس آیرس واقع شده‌است. بخش خنرال آلوارادو ۱٬۵۹۹ کیلومتر مربع مساحت و ۳۴٬۳۹۱ نفر جمعیت دارد.